# Януарій Беневентський
Януарій Беневентський, також Святи́й Януа́рій Неаполітанський (лат. Sanctus Ianuarius, італ. San Gennaro; ? — 19 вересня 305 року, Неаполь або Поццуолі) — італійський священномученик та єпископ, шанований як і в католицькій, так і в православній церквах, прийняв мученицьку смерть за Христа близько 305 року, в часи імператора Діоклетіана, гонителя християн. Вважається покровителем Неаполя, людей із серцево-судинними захворюваннями, донорів крові.

## Агіографія
Точна дата народження невідома. Святий Януарій походив з патриціанської родини, яка по прямій лінії походила від Януарія Римського, прабатьком якого, в свою чергу, вважали Януса (через це святого Януарія іноді ототожнюють з Янусом). У 15 років майбутній святий почав служити священником в Поццуолі, 304 року його призначили єпископом Беневенто.

### Мучеництво та смерть
Це служіння припало на роки правління імператора Діоклетіана. 302 року Діоклетіан почав гоніння християн, яке тривало до 304 року. Серед ув'язнених ним були диякон Мізенський Сосій та диякон Поццуольский Прокул. Обох Януарій відвідував у тюрмі і підтримував духовно. 305 року його самого заарештували, правитель Кампанії проконсул Тимотей намагався погрозами примусити Януарія служити язичницьким богам, але усі його спроби були марні.
Розізлившись на Януарія проконсул звелів кинути єпископа в розжарену піч, але, за легендою, вугілля перетворилося на квіти, і подібно до вавилонських юнаків, святий вийшов звідти живим. Тоді кати почали жорстоко бити його залізними прутами. Серед натовпу, що зібрався довкола, були диякон  Фауст і чтець Дизидерій, які плакали, дивлячись на страждання свого єпископа. Язичники здогадалися, що Фауст і Дизидерій — християни, й кинули їх до в'язниці, де вже перебували ув'язнені Христові ісповідники — диякони Сосій і Прокул. Наступного ранку всіх мучеників привели в цирк, щоби кинути їх диким звірям, але ті навіть не торкнулися їх. Тоді правитель Тимотей наказав відсікти всім мученикам голови.
19 вересня 305 року трьох в'язнів привели на площу Вулкана, розташовану у погаслому кратері на рівнині Сольфатар. Першими стратили Прокула і Сосія, які прийняли смерть, хвалячи Бога. Коли кат підійшов до Януарія, той, за переказами, наостанок попросив Бога дозволу прийняти мучеництво і благав, щоби його кров була останньою, яку проллють християни Рима. В рік страти святого Януарія Константин I Великий став імператором, в часи його правління переслідування християн припинились.

## Культ
Тіла священномучеників забрали жителі Неаполя, щоби поховати з почестями. Засохлу на землі кров святого Януарія зібрала жінка, яку він перед цим вилікував від паралічу (за деякими джерелами, це зробили дві людини). Коли посудину з кров'ю священномученика поставили на його мощі, кров знову стала рідкою, гарячою, ніби щойно пролита. На могилі священномученика Януарія відбулося багато чудес. Св.Януарія шанують також за попередження про виверження вулкана Везувій у 1631 році.

План Катедри в Неаполі

У 1527 році жителі Неаполя уклали зі святим Януарієм нотаріально завірену угоду про захист міста в обмін на шанування та будівництво каплиці на його честь. У 1608 році в Неаполі почалося будівництво каплиці на честь святого. Вона була освячена у 1641 році. Нині каплиця Сан-Дженнаро (святого Януарія) є частиною катедрального Собору на честь Внебовзяття Діви Марії (Сattedrale metropolitana di Santa Maria Assunta), який також називають Собором Святого Януарія (Duomo di San Gennaro). В каплиці знаходиться домовина з мощами святого, в крипті собору зберігається релікварій з кров'ю св.Януарія.
У 1964 році кардинал Альфонсо Кастальдо визнав автентичність мощей святого. Наукове дослідження 1965 року показало, що кістки належали молодому чоловікові віком приблизно 35 років із дуже високим, як на той час зростом 1,90 метра.

### Чудо розрідження крови
З 1389 року, коли ця подія була перший раз офіційно задокументована, чудо розрідження крові святого Януарія відбувалося в Неаполі сотні разів. Щорічно його демонструють двічі у присутності так званих родичів святого Януарія (згідно місцевої традиції, це жінки, яких вважають нащадками тої жінки, яка вперше зібрала його кров). Коли кров залишається сухою, це вважається поганою прикметою, коли стає рідкою — мешканці міста вірять, що святий чує їхні молитви та опікується ними. Щоб побачити чудо крови святого Януарія збираються тисячі мешканців Неаполя, які ревно моляться протягом 2–3 годин, а іноді і кількох днів. Ампула з кров'ю святого знаходиться у спеціальному футлярі, з якого її дістає священник і перевіряє, відбулося чудо чи ні. 
Зазвичай розрідження відбувається в такі дати — субота перед першою неділею травня, на свято перенесення кісток до Неаполя, 19 вересня — на день смерті і інколи —16 грудня, в день пам'яті попередження про виверження Везувію в 1631 році. Крім того за останні 400 років було нараховано близько 80 додаткових розріджень поза згаданими датами. Так у 2023 році кров святого ставала рідкою чотири рази. Кров святого залишилась сухою під час епідемії коронавірусу, у грудні 2020. На слідуючу після цього дату у травні 2021 чудо відбулося на другий день ревних молитов. До того кров залишалася твердою у XVI столітті перед епідемією чуми, у 1939 році - перед початком ІІ Світової та у 1943 перед тим, як Німеччина почала окупацію Італії,  у 1980 році, перед сильним землетрусом,  але також, наприклад, і в грудні 2016. Це можливо зв'язати з руйнівними землетрусами 2016 року, але на той момент вони вже відбулися. Тому церква  активно закликає неаполітанців не бути марновірними і забобонними, а бачити в цьому диві більш глибокий сенс. 

#### УГКЦ
18 листопада 2018 року в катедральному соборі Неаполя пройшла Літургія пам'яті жертв Голодомору за участю української діаспори, Блаженнійшого Святослава - Предстоятеля УГКЦ та архієпископа Неаполя кардинала Кришенціо Сепе. В цей день кардинал Сепе особисто виставив для почитання мощі св. Януарія. Після того як Глава УГКЦ благословив вірних реліквією, він переніс її до місця зберігання – спеціального сховища бічної каплиці собору. В момент покладання реліквіарію до сховища кров св. Януарія миттєво стала рідкою, що продемонстрував всім присутнім хранитель реліквії. Подія також була записано на відео. Як зазначив Глава УГКЦ:
|  | Під час процесійної ходи, коли я з трепетом ніс мощі св. Януарія, я просив у нього про заступництво за український народ та припинення війни в Україні |

Це явище поки що неможливо пояснити науково, хоча в 2001 році італійський хімік Луїджі Гарлачеллі зробив висновок, що насправді в ампулі знаходиться хімічна речовина, яка була винайдена в пізньому Середньовіччі. Темно-червона висохла субстанція  може розріджуватися в світло-червону рідину; вага її змінюється. Офіційно церква не винесла свого вердикту стосовно чуда розрідження. 

### Фестиваль святого Януарія
19 вересня, католицький День пам'яті Януарія Беневентського, перетворився у Неаполі на масовий фестиваль, що триває кілька днів. Крім релігійної частини - Меси, процесії зі свічками, молитов, фестиваль включає продаж італійської їжі - ковбасок, піци, пасти та різноманітні розваги і атракціони. У 1926 році емігранти з Неаполю перенесли цю традицію в США. Фестивалі проходять в Нью-Йорку, Лос-Анджелесі, Сіетлі та інших містах, їхніми атрибутами є процесія з статуєю святого, італійська їжа та музика.

## Скарб святого Януарія
В катедральному соборі Неаполя зберігаються коштовні предмети, які були залишені в подяку за заступництво св.Януарія. Цей святий вшановується впродовж багатьох століть і поклонитися його мощам і "віддячити" святому подарунком приходили не тільки звичайні віруючі, але й багатії, вельможі, воєначальники, а також Папи та імператори, наприклад, Наполеон. Скарб св.Януарія налічує 21630 предметів, серед них золота митра, яка прикрашена 3326 діамантами, 164 рубінами, 198 смарагдами та двома гранатами, коштовні намиста та інше.   